# 마츠 수카렐로
마츠 안드레 수카렐로 오센(노르웨이어: Mats André Zuccarello Aasen, 1987년 9월 1일~)은 노르웨이의 아이스하키 선수로. 포지션은 라이트윙, 레프트윙이다. 현재 내셔널 하키 리그(NHL)의 미네소타 와일드 소속으로 뛰고 있다.
국제 대회에 노르웨이 대표팀의 일원으로 참가하고 있으며 올림픽 2회, 세계 선수권 대회 5회 참가했다.

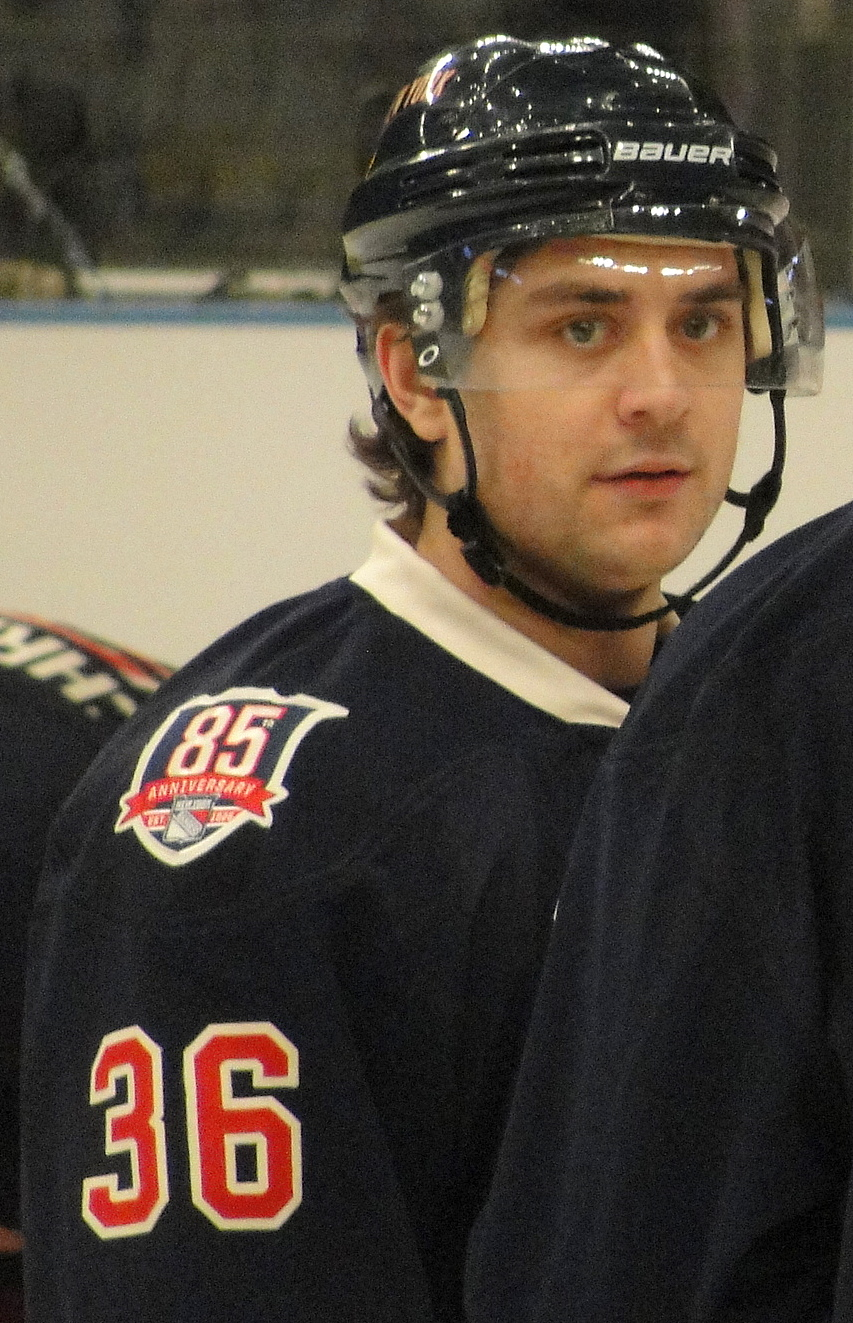
2011년 뉴욕 레인저스 소속 시절의 수카렐로

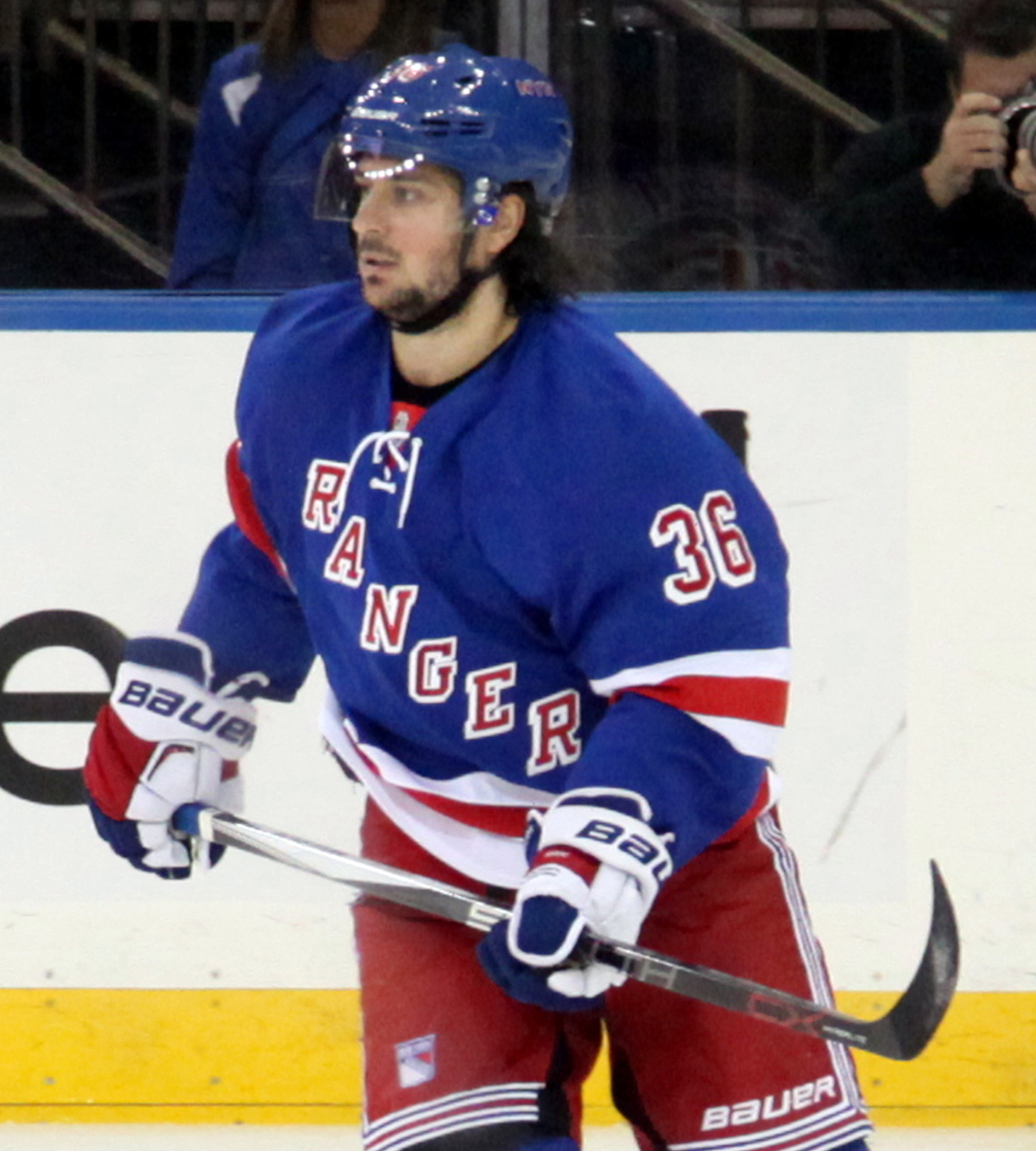
2015년 뉴욕 레인저스 소속 시절의 수카렐로

## 국가대표팀 경력
2008년부터 노르웨이 국가대표팀 선수로 활동하기 시작했으며 그 해 2월 프랑스 샤모니에서 열린 몽블랑 토너먼트 대회를 통해 성인 국제 경기에 첫 출전했다. 같은 해 5월에는 캐나다 핼리팩스에서 열린 2008년 세계 선수권 대회에 노르웨이팀의 일원으로 참가하면서 국제 메이저 대회에 처음 출전했다. 그는 이 대회에서 독일을 상대로 첫 세계 선수권 대회 골을 기록했다.
2009년 2월에는 오슬로에서 열린 올림픽 참가 예선 대회에 노르웨이팀의 일원으로 참가했으며 대표팀의 올림픽 진출에 기여했다. 같은 해 4월에는 스위스에서 열린 2009년 세계 선수권 대회에 참가했으며 덴마크를 상대로 1골을 넣었다.